# Lilla Gransjön, Västergötland
Lilla Gransjön är en sjö i Svenljunga kommun i Västergötland och ingår i Ätrans huvudavrinningsområde.